# Шеренговий Олекса Гнатович
Оле́кса Гна́тович Шеренговий (1943—2008) — український поет, письменник, публіцист, лауреат Міжнародної літературної премії імені Олеся Гончара.

## Життєпис
Народився 1943 року у селі Зозів (сучасний Липовецький район, Вінницька область). Закінчив Немирівське педагогічне училище імені Марка Вовчка, по тому — філологічний факультет Одеського державного університету ім. І. І. Мечникова.
Першу книжку Олекси «Пташиний переліт» видано, коли він ще був другокурсником — з легкої руки Володимира Гетьмана та університетського вчителя Миколи Павлюка.
1971 року студент Шеренговий написав драматичну поему про Лесю Українку, її поставило Одеське телебачення, того ж року прийнятий до спілки письменників.
Його твори Олекси Шеренгового перекладалися білоруською, казахською, угорською, чеською мовами. Повість «Монолог для слідчого» здобула дипломом лауреата Спілки письменників України — за кращий твір для юнацтва. Першою премією оцінено й книжку «Хліб на долоні» — її Шеренговий присвятив мешканцям Зозова. 2001 року отримав першу премію Міжнародної україно-німецької недержавної літературної премії імені Олеся Гончара — за роман «Рейс».
2003 року в Одесі видано поетичну збірку Олекси Шеренгового «Мій молитвослов».
Відзначений церковним орденом Нестора Літописця II ступеня.
фільми
- «Золоте весілля», режисер Наталія Мотузко, сценарист Олексій Шеренговий, 1987
- «Блукаючі зірки» режисер Всеволод Шиловський, автори сценарію Олекса Шеренговий та Лев Піскунов (за Шолом-Алейхемом), 1991

видані твори
- «Гавань долі твоєї: Григорівські етюди», 1980
- «Золоте весілля. Повісті», 1973
- «Мій молитвослов: Поезії», 2003
- «Повінь у вересні. Повість», 1978
- повість «Повінь у вересні»,
- роман «Сипи землі», (виданий у Канаді)
- роман «Батько»
- роман «Любов єдина»
- однотомник прозаїка, 2003.

Помер Олексій Шеренговий 2008 року.